# Център „Жорж Помпиду“
„Жорж Помпиду“ (на френски: Centre Georges-Pompidou, пълно название на френски: Centre national d’art et de culture Georges-Pompidou) е съвременен културен център в Париж, построен през 1971–1977 година по инициатива на френския президент Жорж Помпиду и разположен в 4-ти арондисман.
Националният център за изкуство и култура „Жорж Помпиду“, известен като „Център Жорж Помпиду“, „Център Помпиду“, „Бобур център“ или, разговорно, „Бобур“ е многокултурно учреждение, намиращо се в квартала „Бобур“, четвърти арондисман в Париж, между квартала на Халите и квартала Маре. Центърът е плод на желанието на Жорж Помпиду, тогавашен президент на Френската република, да създаде в сърцето на Париж оригинална културна институция, изцяло посветена на създаването на модерно и съвременно изкуство, където пластичното изкуство ще съжителства с книги, дизайн, музика и филми.
Създаден през 1977 г., Центърът „Помпиду“ приема през 2006 г. вече 6,6 милиона посетители годишно, което го прави 3-та най-посещавана институция във Франция след Лувъра и Айфеловата кула. В рамките на Националния музей на модерното изкуство / промишлен център дизайн той запазва един от трите най-важни колекции на модерно и съвременно изкуство в света, наред с тази на Музея на модерното изкуство в Ню Йорк и Тейт Модерн в Лондон, дом на големи временни изложбени галерии, концертни зали и театри, първата обществена читалня в Европа.
От 12 май 2010 г. в град Мец има децентрализиран клон – „Център Помпиду – Мец 2“.
През 2013 г. е 15-ият най-посещаван музей в света с около 3,7 млн. посетители. 

## История
Създаването в Париж на културно съоръжение от нов тип, посветено на всички форми на съвременното творчество, е стояло в пресечната точка на няколко опасения:
- желанието да се спре упадъкът на Париж на художествената сцена и да се запази статута му като основно място на съвременното изкуство в световен мащаб, все по-оспорвано от Ню Йорк;
- желанието да се покажат френските артисти на света и да насърчава изразяването на нови форми на изкуство;
- убеждението, че най-съвременното изкуство може да се свърже с широката общественост;
- желанието да се създаде в Париж голям представителен паметник на архитектурата от втората половина на двадесети век, като примерите в столицата до този момент са били незначителни или малко значими.

Тази амбиция се появява именно по онова време, като предизвиква разгорещен дебат, произлизащ от противопоставянето между масовата култура и културата на елита.

## Възникване на проекта
Сред преките източници на проекта стоят два отделни проекта, които са били замислени едновременно през 1960 г.
Проектът за музей на 20 век, който Андре Малро смята да построи и който е искал да повери на архитекта Льо Корбюзие: този проект е предизвикан от занемареното състояние на Националния музей на съвременното изкуство, който тогава се намира в Двореца Токио. С много малко ресурси този музей, чиито колекции са поставени редом с големите художници на ХХ век, е бил посещаван от ограничен кръг хора (само 165 000 посетители през 1971 г.) Така Четвъртият план планира изграждане на нов музей на модерното изкуство и разпределя сумата от 8 милиона франка за закупуване на земя и подготвителни проучвания. Проучването е възложено на Макс Кериен. През 1964 г. той предлага предварителен проект за музея на XX век.
Проектът за голяма обществена читалня в центъра на Париж, предназначена да облекчи наплива на Националната библиотека, се оформя след решението за преместване на централните Хали в предградията на Париж през 1963-1965 г.; главният уредник на Националната библиотека, Етиен Денери, предлага да се възползват от това освобождение, за да се сложат там част от експонатите.
Междуведомствена комисия за публично четене е създадена през 1966 г. под ръководството на Жорж Помпиду, който придава голямо значение на този въпрос. Новата библиотека трябвало да предлага 1300 места, 1 милион тома и 2000 периодични издания на 11 000 m2, и да е отворена за всички. Програмата е одобрена от министъра на образованието Ален Перефит на 11 декември 1967 г.

## Първоначалното решение на Жорж Помпиду
През 1969 г. Жорж Помпиду, избран междувременно за президент на Френската република, решава да построи нов музей на модерното изкуство и избира Бобур като единственото налично местоположение. Но това е и единственият терен, който може да побере голямата обществена библиотека; решено било през февруари 1970 г. да се съчетаят два проекта в рамките на един и същи музеен обект. Според виждането на президента Помпиду, библиотеката трябвало да привлича посетители, които биха могли впоследствие да открият други предложени дейности. „Силно желая, казва той, Париж да притежава културен център, по облика на създадените в САЩ с несравним дотогава успех; той да бъде едновременно музей и творчески арт център, където пластичните изкуства съжителстват с музиката, киното, книгите, аудиовизуалните творения и т.н. Музеят може да бъде само на модерното изкуство, понеже вече имаме Лувъра. Творческият център, разбира се, ще бъде посветен на модерни проекти и ще се развива постоянно. Библиотеката ще привлече хиляди читатели, които едновременно ще бъдат в контакт с изкуството.”
В началото Центърът трябвало да включва Музей на модерното изкуство, обществена библиотека и Центъра за индустриално творчество, създаден от Франсоа Матей, главен уредник на Музея на декоративните изкуства. Но през 1971 г., по пряката инициатива на Жорж Помпиду, е решено да се включи също и център на музикалното творение, поверено на Пиер Булез, който се съгласява да се върне във Франция, където е прекратил всичките си дейности от 1966 г. Този център е трябвало да се превърне в Институт за изследвания и акустична / музикална координация(ИРКАМ).
От самото начало, проектът е изключително непопулярен сред администрацията. Той обединява 3 администрации – в рамките на Министерството по културните въпроси (проекта за музей), Министерството на образованието (проекта за библиотека) и една трета (ИРКАМ). Така според неговите създатели музеят е отговор на редица провали на френската културна политика: невъзможността да се създаде музей за модерно изкуство, достоен за името си; по-малкото четене на населението, особено в сравнение със Северна Европа; презрението, с което властите гледат на съвременната музика. Така, след май 1968 г., основаването на Центъра „Жорж Помпиду“ се разглежда като ново предизвикателство към академичността на културните, държавни институции.

## Проектиране и изграждане
На 26 август 1970 г. Робер Бордаз, държавен съветник, е назначен от министерския съвет като „представител за реализирането на центъра на Бобур“. Той съставя екип от дванайсет души, който отговаря за подготовката на международния архитектурен конкурс, чието начало се поставя през декември 1970 г. Той също трябва да избере обществения съвет, който да отговаря за строителството на Центъра.
На 15 юли 1971 г. журито на международния архитектурен конкурс, председателстван от Жан Пруве, решава измежду 681-те подадени проекта да задържат, този на архитектите Ренцо Пиано и Ричард Роджърс. Архитектите, към които се присъединява строителната фирма Ове Аруп и Партньори, се настаняват в близост до помещенията на мисията Бордаз, след това в самите помещения през 1973 година.
През януари 1972 г. Робер Бордаз е обявен за президент на обществената сграда на Центъра Бобур, отговарящ за изграждането на Центъра. Той събира около себе си бъдещите отговорници на културните дейности на центъра:
- Понт Хюлтен, швед, пристигнал във Франция през септември 1973 г., е назначен за директор на Националния музей на модерното изкуство с тригодишен договор. На него и асистента му Жермен Виат е възложено да проектира новия музей със съвременна и международна насоченост.
- Жан-Пиер Сеган, който е първият директор на Обществената информационна библиотека, е инструктиран да осъществи проекта, по който е работил от 1967 г. насам.
- Франсоа Матей става директор на Центъра за индустриално творчество, който е създал през 1968 г. в рамките на Централния съюз на декоративни изкуства, но там едва е оцелявал с много ограничени ресурси.

Окончателният статут на новата институция е установен със закон от 3 януари 1975 г. за създаване на Национален център за изкуство и култура „Жорж Помпиду“. Междувременно министър-председателят Жак Ширак трябвало да се бори усилено срещу новия президент Валери Жискар д'Естен, който възнамерявал да спре проекта. По негова молба, на заседание, проведено през август 1974 г., се решава да се продължи по-нататъшната работа.

## От откриването до наши дни
На 31 януари 1977 г. Националният център за изкуство и култура „Жорж Помпиду“ е открит от Валери Жискар д'Естен, в присъствието на министър-председателя Реймон Бар, г-жа Клод Помпиду и много известни личности.
Архитектурата на Центъра предизвиква остра полемика: тръбопроводи, електрически стълби, метални мостове – всичко, което традиционно е скрито, тук е оставено на показ. На парижки жаргон центърът се сдобива с прякора „Света Богородица на тръбопроводите“, или „Помпидолиум“. Хората го наричат също „склад на изкуството“, „фабрика за газ“, „петролна рафинерия“. Но въпреки спорната си архитектура Центърът жъне широк обществен успех. Предназначен за 5 хиляди посетители ежедневно, центърът посреща в действителност два пъти повече. Повечето посетители идват, за да видят големите изложби на съвременни артисти, но Обществената информационна библиотека и медиатеката ѝ, също записват рекорди по наплив. Така думите на Ренцо Пиано, че е искал да „разруши имиджа на една културна сграда. Това е мечтата за една извънредно свободна връзка между изкуството и хората, където човек усеща в същото време и града“, се превръщат в сбъднат замисъл.
В края на 1997 г., след като чества своята двадесета годишнина, центърът се затваря, за да бъде основно обновен. Работата продължава 27 месеца и струва около 576 франка (88 милиона евро), в по-голямата си част финансирани от държавата. По време на закриването на центъра, той се децентрализира чрез организиране на 34 изложби в провинциите „извън стените“, които са изключително успешни, привличайки над 2,5 милиона посетители.
След ремонта на Центъра за 90 милиона щатски долара основното фоайе придобива нов вид, изложбената площ е почти двойно по-голяма, появяват се улеснения за инвалидите, които сега имат по-лесен достъп, библиотеката (вече със свой отделен вход) е разширена и оборудвана с 370 компютъра, на долното равнище врати отварят драматичен и танцов театър и киносалон, както и музейна галерия, галерия за графично изкуство и медийна колекция, а също моден (макар и прекалено голям) ресторант („Жорж“), който се намира на последния етаж на Центъра с шест равнища. Открити са и Център за промишлен дизайн (CCI), посветен на архитектурата, урбанизацията и визуалните комуникации, Институт за акустично-музикални изследвания и координация (IRCAM), Синематека, където се провеждат кинофестивали и се прожектират редки филми, Детска работилница, която развива усет за цветовете и творческата изява у децата на 6-12 години. От друга страна, след ремонта сградата не е така демократична – според плана на двамата архитекти Ричард Роджърс и Ренцо Пиано (подложен на силна критика), сега посетителите трябва да плащат, за да се качат на асансьорите и да видят великолепната панорамна гледка. Но същият билет ви дава достъп до Националния музей на модерното изкуство и невероятната му сбирка от произведения от ХХ в.
Към 1997 г. в Центъра Помпиду е монтиран Часовник на хилядолетието, наречен „Женитрон“, който отброява секундите до 2000 г.
След повторното му отваряне, на 1 януари 2000 г., успехът на музея е още по-голям с осемдесетте хиляди посетители още през първия уикенд.
Тези промени позволяват да се изложат повече произведения на изкуството и да се предложат повече танцови и музикални спектакли.
От декември 2003 г. Пространство 315, намиращо се на 1 ниво, посреща, на 315 m² съвременни творци. Това е мястото, където всяка година лауреатът на награда „Марсел Дюшан“ излага своята експозиция.

## Архитектура
Изграждането на музея става след международен архитектурен конкурс, по волята на Жорж Помпиду, който заявява: „Този конкурс да бъде възможно най-гъвкав. Което ще рече, че условията на конкурса трябва да включват минимум ограничения, свързани с предназначението на помещенията, и така архитектите да могат да развиват своите проекти, без да се налага да се притесняват за предписания като тези, които са свързани с ограничаването на височината. Едва във втората фаза и при проектите, избрани за техните естетически качества и тяхното адаптиране към нуждите на Центъра на модерното изкуство, ще се наложи да заеме позиция по въпроса за височината. Също така следва конкурсът да е отворен за всеки талантлив архитект, бил той млад и без финансови възможности. Условията за организиране на конкурса трябва да се предвидят така, че да се определят средствата за всеки архитект, чийто проект е забелязан, да се плати за работата и разноските му“.
На 19 юли 1971 г. жури, председателствано от Робер Бордаз, избира архитектите Ренцо Пиано и Ричард Роджърс, подпомагани от програмиста Джанфранко Франчини. Строителството продължава от 1971 до 1977 г.
Проектът на Пиано и Роджърс е единственият от всички предложени проекти, за изпълнение на сградата в посока север-юг, съобразно градските характеристики. Това позволява да се заеме едва половината на терена, като се освободи място за широка площадка, позволяваща да се посреща публиката, както и да се осигури връзката между града и сградата.
Сградата е съставена от 7 нива от 7500 м2 всяко, като 2 са подземни. Характерни за сградата са външните многоцветни тръби, както и факта, че цялото движение и хора в музея са изложени на показ.

## Национален музей на модерното изкуство (Musée National D'Art Moderne)
Неговата сбирка отстъпва само на колекцията на Музея за модерно изкуство „Метрополитън“ в Ню Йорк и се състои от 45 000 от началото на ХХ в. до наши дни. След ремонта изложбената площ се увеличава с 50% и съвременната експозиция се обновява на половин година.
Посетителите влизат през раздела за съвременно изкуство на четвъртия етаж, където отделни зали са поставени на поп арта, arte povera (бедно изкуство) и на други основни направления, както и на отделни творци като Ив Клайн и Жан Дюбюфе. След това се качват на горния етаж, в раздела за модерно изкуство (1905-1960), където са представени направления като фовизма и кубизма и произведения на Пабло Пикасо, Василий Кандински, Жак Руо, Марк Шагал, Анри Матис и други. Сред новите придобивки е „Дресьорът“ на Франсис Пикабия. Като цяло има повече скулптури (особено на Алберто Джакомети) и съвременно френско изобразително изкуство, включени са вече мебели и вътрешен дизайн. Има видеофоайета, зали с инсталации и пространства, посветени на пърформанса.

## Ателие на скулптора Бранкузи
Преди смъртта си през 1953 г. роденият в Румъния скулптор Бранкузи завещава ателието си на френската държава при условие, че то бъде възстановено напълно. Първоначално ателието се намира на затънтената уличка „Ронсен“ в XV район и е пренесено в двореца Токио, преди да бъде прехвърлено през 1977 г. в Центъра „Помпиду“ – сега е разположено на приземния площад (пиацата). Изложени са скиците на твореца, оригинали на гипсовите му отливки, бронзови, а също и мраморно скулптури, легло и дрешник, сечива и макети. В ателието се уреждат и временни изложби.